# 이응렬
이응렬(李應烈, ? ~ 1270년?)은 고려 후기 무신정권 시대의 무신, 정치가, 권신으로 무신정권 집권자인 임연의 장인이자 임유무의 외할아버지이다.
그는 1270년에 임연이 등창으로 죽고 임연의 아들인 임유무가 권력을 잡자 임유간, 송군비와 함께 권신이 되어 실권을 잡았다. 그러나 얼마 못 가서 임유무가 송송례, 홍규에게 살해당하고 무신정권이 붕괴하자 그 일파였던 이응렬은 송군비와 함께 유배되었다.